# KCNJ13
KCNJ13 (англ. Potassium voltage-gated channel subfamily J member 13) – білок, який кодується однойменним геном, розташованим у людей на короткому плечі 2-ї хромосоми.  Довжина поліпептидного ланцюга білка становить 360 амінокислот, а молекулярна маса — 40 530.
| 10         |  | 20         |  | 30         |  | 40         |  | 50         |
| ---------- |  | ---------- |  | ---------- |  | ---------- |  | ---------- |
| MDSSNCKVIA |  | PLLSQRYRRM |  | VTKDGHSTLQ |  | MDGAQRGLAY |  | LRDAWGILMD |
| MRWRWMMLVF |  | SASFVVHWLV |  | FAVLWYVLAE |  | MNGDLELDHD |  | APPENHTICV |
| KYITSFTAAF |  | SFSLETQLTI |  | GYGTMFPSGD |  | CPSAIALLAI |  | QMLLGLMLEA |
| FITGAFVAKI |  | ARPKNRAFSI |  | RFTDTAVVAH |  | MDGKPNLIFQ |  | VANTRPSPLT |
| SVRVSAVLYQ |  | ERENGKLYQT |  | SVDFHLDGIS |  | SDECPFFIFP |  | LTYYHSITPS |
| SPLATLLQHE |  | NPSHFELVVF |  | LSAMQEGTGE |  | ICQRRTSYLP |  | SEIMLHHCFA |
| SLLTRGSKGE |  | YQIKMENFDK |  | TVPEFPTPLV |  | SKSPNRTDLD |  | IHINGQSIDN |
| FQISETGLTE |  |            |  |            |  |            |  |            |

A: Аланін

C: Цистеїн

D: Аспарагінова кислота

E: Глутамінова кислота

F: Фенілаланін

G: Гліцин

H: Гістидин

I: Ізолейцин

K: Лізин

L: Лейцин

M: Метіонін

N: Аспарагін

P: Пролін

Q: Глутамін

R: Аргінін

S: Серин

T: Треонін

V: Валін

W: Триптофан

Кодований геном білок за функціями належить до іонних каналів, потенціалзалежних каналів, фосфопротеїнів. 
Задіяний у таких біологічних процесах як транспорт іонів, транспорт, транспорт калію, поліморфізм, альтернативний сплайсинг. 
Білок має сайт для зв'язування з калію. 
Локалізований у мембрані.